# Нотес
Нотес (Нэтыс) — река в России, протекает на северо-западе Удорского района Республики Коми. Правый приток реки Содзим.
Длина реки составляет 14 км.
Вытекает из одноимённого болота. Впадает в Содзим на высоте 107 м над уровнем моря.

## Данные водного реестра
По данным государственного водного реестра России относится к Двинско-Печорскому бассейновому округу, водохозяйственный участок реки — Мезень от истока до водомерного поста у деревни Малонисогорская. Речной бассейн реки — Мезень.
Код объекта в государственном водном реестре — 03030000112103000047498.